# 阿尔旺根

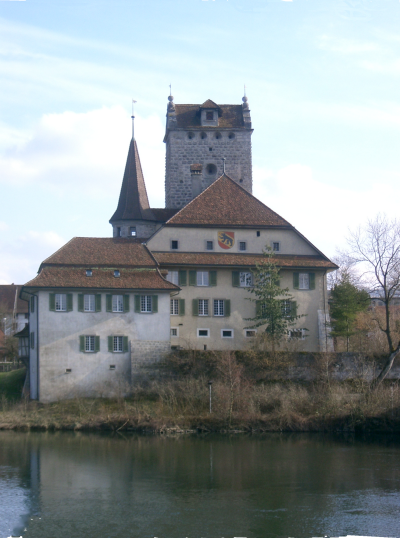

阿尔旺根（德语：Aarwangen）是瑞士的城鎮，位於該國中部，由伯恩州負責管轄，面積9.87平方公里，海拔高度437米，2011年人口4,196，六成半人口信奉基督教，人口密度每平方公里425人。

## 外部連結
- Official Website of Aarwangen （页面存档备份，存于）
- Bern: Schloss Aarwangen - Le château de Aarwangen （页面存档备份，存于） （法文）